# Stopno, Škocjan
Stopno este o localitate din comuna Škocjan, Slovenia, cu o populație de 32 de locuitori.